# Vaskrsić proti Sloveniji
Vaskrsić proti Sloveniji (št. 31371/12) je primer, v katerem je Evropsko sodišče za človekove pravice (ESČP) razsodilo, da je bila pritožniku kršena pravica do mirnega uživanja premoženja, saj je država prodala njegovo nepremičnino na dražbi zaradi dolgov, ko bi lahko ubrala manj skrajne izvršilne ukrepe. 

## Ozadje primera
Proti pritožniku so bili leta 2009 začeti izvršilni postopki zaradi neporavnanosti dolgov. Iz strani treh upnikov so bili vloženi predlogi za izvršbo, sprva na njegove premičnine, nepremičnine in kasneje na plačo. Pritožnik se na cenitve njegovega premoženja ni odzval, prav tako je ostal pasiven pri vabilu na dražbo nepremičnine, ki jo je zahteval upnik podjetje P., čigar izvršilni postopek se je združil z zahtevo upnika podjetja J., ki je prav tako zahteval izvedbo izvršbe s prodajo nepremičnine. Kasneje je bil postopek podjetja P. zaključen z rubežem sredstev s pritožnikovega računa, podjetje J. pa je predlagalo izvršbo na druga izvršilna sredstva, kot npr. pritožnikov bančni račun in plačo. A v času predloga podjetja J. je potekala že druga javna dražba na nepremičnino, na kateri je bila pritožnikova hiša po polovični vrednosti prodana. Sodišče je izdalo sklep o domiku nepremičnine, proti kateremu je pritožnik vložil pritožbo, saj se je postopek dražbe odvil kljub temu, da je bil postopek podjetja J. ustavljen zaradi poplačila dolga. Sodišče je z dražbo ugodilo tretjemu upniku, zasebniku A.A., ki je prav tako predlagal izvedbo izvršbe na dolžnikovo hišo. Pritožnikov ugovor je bil s strani Okrajnega sodišča v Litiji in kasneje z Višjega sodišča v Ljubljani zavrnjen, saj so bila pritožniku pravočasno vročena vsa obvestila in vabila glede postopka, na katera se ni odzval. Prodaja nepremičnine pa je tako postala pravnomočna in bi njena razveljavitev pomenila kršitev kupčevih pravic. Zaradi teh razlogov je bila zavrnjena tudi pritožnika ustavna pritožba, v kateri je zatrjeval, da je prišlo do nesorazmernega posega v njegovo lastninsko pravico in da ni imel na voljo učinkovitega pravnega sredstva.

## Postopek in odločitev ESČP
ESČP je ugotovilo, da je bila zavrnitev pritožbe neutemeljena in nesprejemljiva.                                                       
Pritožnik je v postopku proti državi navajal, da so bila uporabljena sredstva nesorazmerna s ciljem, saj je bila glavnica njegovega dolga precej nižja od vrednosti njegove prodane nepremičnine na dražbi. Sodišče je na to dejstvo soglasno potrdilo, da, čeprav ni zakonske meje, ki bi določala, kdaj se uporabijo skrajni ukrepi za plačilo dolgov kot je dražba nepremičnine, bi lahko pristojno sodišče ubralo manj skrajen ukrep, kot je na primer izvršba na dolžnikovo plačo. S tem so vsi sodniki soglasno odgovorili na vprašanje, da takšno sredstvo pomeni poseganje v pritožnikovo pravico do mirnega uživanja svojega premoženja, kar je pritožnik tudi zatrjeval. Kljub temu, da je država ravnala v okviru svoje zakonodaje in so sredstva zagotovila cilj, ki je bil javno koristen, je ESČP ugotovilo, da država ni vzpostavila pravičnega ravnotežja med ciljem in ukrepom, kar kaže na kršitev 1. člena protoka 1. Konvencije, ki navaja, da je človekove pravice obvezno spoštovati. Z razglasitvijo kršitve države tega člena se je zaključil postopek. Pritožnik je zraven opozorila na kršitev tega člena, trdil, da mu je bil kršen 13. člen, ki pomeni pravico do učinkovitega pravnega sredstva v postopku, a je sodišče presodilo, da posebna obravnava pritožbe glede na kršitev tega člena ni potrebna.                                                                                                                                              
Pritožnik je zahteval odškodnino v višini 70.000 €, kar je polovična vrednost njegove prodane nepremičnine oziroma cena, ki jo je le ta dosegla na dražbi. Prav tako je zahteval odškodnino za nepremoženjsko škodo in stroške postopka. Sodišče je menilo, da je odškodnina primerna in da je pritožnik do nje upravičen, zato mu je ugodilo.